# Sherwood Park
Sherwood Park je předměstí Edmontonu v Albertě v Kanadě, které je definováno jako urban service area. Leží u východního okraje Edmontonu a administrativně náleží k Strathcona County. V roce 2015 mělo 68 782 obyvatel.

## Historie
Původně se jmenoval Campbelltown a byl založen Johnem Hookem Campbellem a Johnem Mitchellem v roce 1953 jako ubytovací komunita, v níž byly první byty uvedeny na trh veřejnosti v roce 1955. Kanadské poště se jméno Campbelltown nelíbilo kvůli existenci několika dalších stejně pojmenovaných komunit, a tak bylo v roce 1956 změněno na Sherwood Park.